# Adam Nowicki (lekkoatleta)
Adam Nowicki (ur. 24 sierpnia 1990 w Gostyniu) – polski biegacz długodystansowy. Olimpijczyk z Tokio 2020.
Zawodnik klubów: Jedynka Gostyń (2005-2012), MKL Szczecin (od 2013). Mistrz Polski w maratonie w 2023 i 2024. Mistrz Polski w biegu na 10 km w 2022 . Pięciokrotny medalista mistrzostw Polski w biegu na 10 000 metrów: srebro w 2014, 2016 i 2017, brąz w 2015 i 2020. Mistrz Polski w półmaratonie 2014 i 2020. Srebrny medalista Mistrzostw Polski w pólmaratonie 2016 i 2018. Brązowy medalista mistrzostw Polski w biegu ulicznym na 5 km w 2016.
Wybrane rekordy życiowe: 10 km - 28:44 (Malaga 2022), 10 000 metrów – 29:12,85 (Braga 2017), półmaraton – 1:02:51 (Verona 2022), maraton – 2:08:42 (Sewilla 2025).
Jest żołnierzem Wojska Polskiego.